# Rubén Tejada
Rubén Darío Tejada (Santiago de Veraguas, 27 ottobre 1989) è un giocatore di baseball panamense, seconda base per i Chicago White Sox della Major League Baseball.

## Minor League
Tejada firmò l'11 luglio 2006 come free agent amatoriale coi New York Mets. Iniziò nel 2007 giocando con due squadre finendo con .324 alla battuta, .434 in base, 3 fuoricampo, 41 RBI, 45 punti "run" e 18 basi rubate in 67 partite. L'anno seguente giocò coi St. Lucie Mets A+ chiudendo con .229 di media battuta, .293 in base, 2 fuoricampo, 37 RBI, 55 punti e 8 basi rubati in 131 partite.
Nel 2009 giocò con i Binghamton Mets AA concludendo con .289 di media battuta, .351 in base, 5 fuoricampo, 46 RBI, 59 punti e 19 basi rubate in 134 partite. Nel periodo autunnale partecipò anche all'Arizona Fall League con i Surprise Rafters. Nel 2010 giocò con i Buffalo Bisons AAA totalizzando .280 di media battuta, .329 in base, un fuoricampo, 16 RBI, 25 punti e una base rubata in 65 partite.
Nel 2011 con i Buffalo Bisons finì con .246 di media battuta, .346 in base, 3 fuoricampo, 21 RBI, 26 punti e 4 basi rubate in 54 partite. Nel 2012 giocò con due squadre finendo con .172 alla battuta, .200 in base, nessun fuoricampo, 2 RBI, 4 punti e nessuna base rubata in 8 partite.
Nel 2013 con due squadre finendo con .289 alla battuta, .339 in base, 2 fuoricampo, 26 RBI, 39 punti e una base rubata in 63 partite.

## Major League

### New York Mets (2010-2015)
Debuttò nella MLB il 7 aprile 2010 contro i Florida Marlins, realizzando uno 0 su 1 alla battuta. Il 9 aprile fece la sua prima valida nella partita contro i Washington Nationals. Il 19 luglio venne rimandato a giocare nelle Minor League, con i Buffalo Bisons AAA, per fare spazio al rientrante Luis Castillo, che era stato fuori squadra per un infortunio.
Il 7 agosto Tejada venne richiamato in MLB. Il 5 settembre colpì il suo primo fuoricampo in carriera contro il lanciatore Marcos Mateo dei Chicago Cubs. Chiuse la stagione giocando 78 partite di cui 70 da titolare con .213 alla battuta, .305 in base, un fuoricampo, 15 RBI, 28 punti e 2 basi rubate, 112 eliminazioni di cui 46 doppie, 201 assist, 6 errori da seconda base e 2 da interbase.
Nel 2011 giocò in 96 partite di cui 91 da titolare ottenendo .284 di media battuta, .360 in base, nessun fuoricampo, 36 RBI, 31 punti e 5 basi rubate, 148 eliminazioni di cui 49 doppie, 266 assist, 4 errori da seconda base e 8 da interbase.
Nel 2012 con la partenza di José Reyes, Tejada divenne l'interbase titolare della squadra. Giocò 114 partite di cui 110 da titolare, con una media battuta di .289, .333 in base, un fuoricampo, 25 RBI, 53 punti e 4 basi rubate, 164 eliminazioni di cui 72 doppie, 280 assist e 12 errori da interbase.
Il 29 maggio 2013 nel 9º inning contro i New York Yankees uscì in anticipo dal campo di gioco per un infortunio al quadricipite destro, il giorno seguente venne messo nella lista infortunati dei (15 giorni). Il 28 giugno venne mandato nei GCL Mets rookie, nelle Minor League per la riabilitazione, mentre il 2 luglio venne assegnato coi Las Vegas 51s AAA. Il 7 settembre venne promosso in prima squadra durante l'espansione del roster. Il 18 settembre contro i San Francisco Giants sbattendo contro il compagno di squadra Andrew Brown si fratturò il perone, terminando così in anticipo la sua stagione travagliata da infortuni e cattive prestazioni. Chiuse con .202 alla battuta, .259 in base, nessun fuoricampo, 10 RBI, 20 punti e 2 basi rubate, 72 eliminazioni di cui 37 doppie, 177 assist e 8 errori da interbase in 57 partite di cui 55 da titolare.
Il 15 gennaio 2014 firmò un contratto annuale di 1,1 milioni di dollari in arbitrariato. L'8 aprile nella vittoria per 4-0 contro gli Atlanta Braves, Tejada aprì le realizzazioni grazie a un punto nel 3º inning tramite un lancio sbagliato dal lanciatore Aaron Harang. Terminò la partita con 3 apparizioni al piatto, 2 valide, 2 punti, 2 RBI, una base concessa e uno strikeout.

### St. Louis Cardinals e San Francisco Giants (2016)
Il 19 marzo 2016 venne acquistato, come free agent dai St. Louis Cardinals. Giocò in 23 partite con i Cardinals e il 1º giugno fu rilasciato.
Il 13 giugno Tejada un contratto di minor league con i San Francisco Giants, partecipò nel corso della stagione a 13 partite di Major league con i Giants.

### New York Yankees (2017)
Il 12 dicembre 2016, Tejada firmò un contratto di minor league con i New York Yankees. Il 27 marzo 2017 fu riassegnato alle Minor League, dove rimase per il resto della sua esperienza con gli Yankees senza mai debuttare in MLB con la squadra.

### Baltimore Orioles (2017-2018)
I Baltimore Orioles acquistarono Tejada dagli Yankees il 4 giugno 2017. Venne svincolato al termine della stagione 2018, dopo aver disputato l'intera stagione nella Tripla-A.

### New York Mets e Toronto Blue Jays (2019-2020)
Il 23 marzo 2019, Tejada firmò nuovamente con i Mets, disputando 20 partite nella minor league e 6 nella MLB. Divenne free agent a fine stagione.
Il 17 gennaio 2020, Tejada firmò un contratto di minor league con i Toronto Blue Jays. Venne svincolato dalla franchigia il 31 agosto 2020, senza aver disputato con essa nessun incontro.

### Philadelphia Phillies e Chicago White Sox (2021-)
Il 5 maggio 2021, Tejada firmò un contratto di minor league con i Philadelphia Phillies. Venne svincolato dalla franchigia il 25 agosto, dopo aver militato esclusivamente in Tripla-A.
Il 3 settembre 2021, Tejada firmò un contratto di minor league con i Chicago White Sox.

## Nazionale
Con la nazionale di baseball di Panama disputò il World Baseball Classic 2009, e il World Baseball Classic 2013.

## Numeri di maglia indossati
- 11 con i New York Mets (2010-2015, 2019)
- 19 con i St. Louis Cardinals (2016)
- 17 con i San Francisco Giants e i Baltimore Orioles (2016-2017)